# André Hugues
Pour les articles homonymes, voir Hugues.
André Hugues, né le 9 août 1905 à Divonne-les-Bains (Ain) et mort le 9 octobre 1987 à Paris 11e, est un homme politique français.

## Biographie
Fils d'hôteliers de l'Ain, André Hugues suit des études secondaires, puis obtient une licence de droit. En 1927, il émigre en Argentine, et y travaille comme chef comptable dans une société ferroviaire.
Rentré en France en 1937, il est mobilisé au début de la seconde guerre mondiale, comme officier aviateur.
Rendu à la vie civile, il s'engage dès l'été 1940 dans la résistance, au sein de Libération-Nord. Il participe aux combats pour la libération de Paris en août 1944.
Il s'engage en politique après la guerre, en rejoignant le parti radical. Il figure ainsi sur la liste menée par Pierre Bourdan pour l'élection de la première assemblée constituante, en 1945, mais n'est pas élu. Il en est de même en juin 1946.
Le décès accidentel de Pierre Bourdan, en juillet 1948, fait entrer André Hugues à l'assemblée nationale, où il s'intéresse principalement aux questions économiques et sociales.
En 1951, il prend la tête d'une liste du RGR dans la troisième circonscription de la Seine et obtient 9,8 % des voix, ce qui lui permet d'être réélu.
Secrétaire de la commission des affaires économiques, il est aussi un parlementaire actif, déposant de nombreux textes, dont plusieurs relatifs à la réglementation du commerce.
Assez exemplaire de l'éloignement du radicalisme de la quatrième république avec ses orientations originelles, il vote la loi Barangé qui aide l'enseignement privé.
De nouveau candidat en 1956, il obtient 12,9 % des voix, et conserve son siège.
Il soutient le retour de Charles de Gaulle au pouvoir, en 1958, mais perd son siège de député lors des législatives de novembre.
Il se consacre alors à la présidence de l'union nationale de protection civile, qu'il assure depuis 1950, et ce jusqu'en 1970.